# Литемницы
Литемницы — деревня в Холм-Жирковском районе Смоленской области России. Входит в состав Богдановского сельского поселения. Население — 24 жителя (2007 год). 
Расположена в северной части области в 35 км к западу от Холм-Жирковского, в 23 км юго-восточнее автодороги Р136 Смоленск — Нелидово, на берегу реки Вопь. В 21 км северо-восточнее деревни расположена железнодорожная станция Канютино на линии Дурово — Владимирский Тупик. 

## История
В годы Великой Отечественной войны деревня была оккупирована гитлеровскими войсками в октябре 1941 года, освобождена в марте 1943 года.